# Аріна Родіонівна

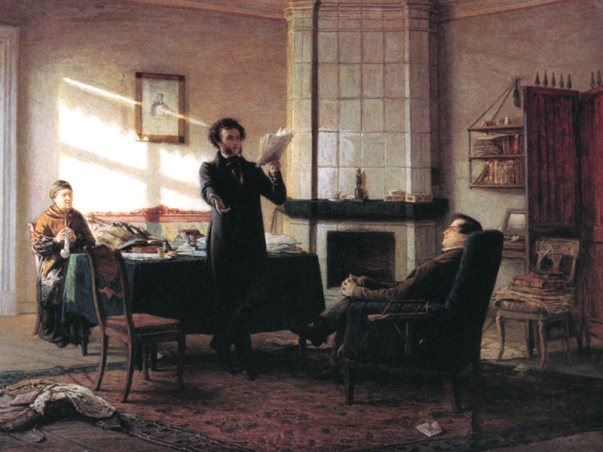
Картина Миколи Ге «О. С. Пушкін в селі Михайловському»

Аріна Родіонівна (рос. Арина Родионовна; 10 (21) квітня 1758 — 31 липня (12 серпня) 1828) — кріпачка, яка належала родині Ганнібалів, няня Олександра Пушкіна, годувальниця його старшої сестри Ольги. О. Пушкін на все життя зберіг до неї зворушливе, любляче ставлення, присвятив їй вірші, багато разів згадував у листах.

## Повне ім'я
Після публікації у 1940 році А. І. Ульянським архівних документів про Аріну Родіонівну в другій половині XX століття в пушкіністичній літературі окремі автори стали наділяти Аріну Родіонівну прізвищем Матвєєва або Яковлєва. На це інший пушкінознавець висловилася так: «Поява в сучасній літературі про няню О. С. Пушкіна прізвища Яковлєва, яке нібито їй належало, нічим не обґрунтоване. Як кріпосна селянка, няня прізвища не мала. У документах (ревізькі казки, сповідні розписи, метричні церковні книги) вона названа по батькові — Родіоновою, а в побуті Родіонівною. Ніхто з сучасників поета Яковлєвою її не називав». Однак ця інформація багатьма не була прийнята до відома. Наприклад, М. Д. Філін в своїй книзі про няню поета, що вийшла в серії «Життя чудових людей» у 2008 році, продовжує називати її Яковлєвою, а після одруження — Матвєєвою.
У метричному записі про народження няні зазначено, що у селянина Родіона Яковлєва народилася дочка Ірина. Згідно із записом про її шлюб були повінчані селянський син Федір Матвєєв і селянська дочка Ірина Родіонова. Автори, які присвоюють їй прізвища, не беруть до уваги, що іменна формула кріпаків до середини XIX століття була зазвичай двочленною і складалася з особистого імені і патроніму в формі присвійного прикметника з суфіксом -ів[а], -ів[а] (-лев[а]) або -ін[а], до якого іноді додавалося слово «син» або «дочка». Суфікси -ович, -івна, -вич (-лович), -івна (-лівна) у ім'ях по-батькові селян в офіційних документах не використовувалися до 1917 року..
При цьому не виявлено будь-яких свідчень того, що Яковлєв і Матвєєв — прізвища, а не по батькові, відповідно, батька і чоловіка Аріни Родіонівни. Крім того, в пункті 7 ревізької казки села Михайловського за 1816 рік вказана сім'я овдовілої няні поета (ідентифікована А. І. Ульянским, серед. склад сім'ї двору 66). У ній син Ірини Родіонової та Федора Матвєєва, ставши главою сім'ї, іменується як Єгор Федоров, а не Матвєєв.

## Біографія

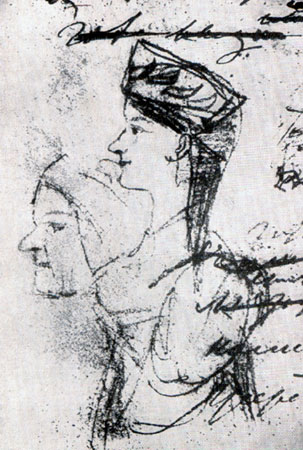
Малюнок О. С. Пушкіна, який імовірно зображає Аріну Родіонівну в молодості і в старості (1828)

Народилася 10 (21) квітня 1758 в селі Суйда Копорського повіту Санкт-Петербурзької губернії. Мати її, Лукер'я Кирилова, і батько, Родіон Яковлєв (1728—1768), були кріпаками і мали сімох дітей.
Деякі автори висловлюють припущення, що Аріна Родіонівна була Іжоркою або, принаймні, «чухонкою».
Дитиною вона була закріплена як кріпосна підпоручика лейб-гвардії Семенівського полку графа Федора Олексійовича Апраксіна (1733—1789). У 1759 році Суйда і прилеглі села з людьми купив у Апраксіна Абрам Петрович Ганнібал, прадід Олександра Сергійовича Пушкіна. У 1781 році Аріна одружилася з селянином Федором Матвєєвим (1756—1801), і їй дозволили переїхати до чоловіка в село Кобріно Софійського повіту (недалеко від Гатчини). Після одруження стала кріпосною діда поета, Осипа Абрамовича Ганнібала. Вона була нянею спочатку Надії Йосипівни, матері Олександра Сергійовича, а потім стала нянею її дітей: Ольги, потім Олександра і Льва.
У 1792 році її взяла до себе бабуся Пушкіна Марія Олексіївна Ганнібал як няню для племінника Олексія, сина брата Михайла. У 1795 році Марія Олексіївна подарувала Аріні Родіонівні за бездоганну службу окрему хату в Кобрині. Після народження Ольги у 1797 році Аріна Родіонівна була взята в сім'ю Пушкіних, де служила нянею поряд з Уляною Яківною.
У 1807 році сімейство Ганнібалів продало, разом з селянами, землі в Петербурзькій губернії і переселилося в Опочецький повіт Псковської губернії.
Аріна Родіонівна була «прикріплена» до господарів, а не до землі, тому була «виключена з продажу», і переїхала з господарями в Псковську губернію. У 1824—1826 роках, під час заслання поета, вона жила в Михайловському. Цій кріпосній селянці, бабусі, присвятив свої вірші не тільки Пушкін, але й Язиков. Їй в листах до поета передавали привіти друзі Пушкіна.
Після смерті Марії Олексіївни у 1818 році, вона проживала у Пушкіних в Петербурзі, на літо разом з ними переїжджаючи в садибу Михайловське Опочецького повіту Псковської губернії. У 1824—1826 роках Аріна Родіонівна фактично розділила заслання Пушкіна в Михайловському. В ту пору Пушкін особливо зблизився з нянею, слухав її казки, записував з її слів народні пісні. За визнанням поета, Аріна Родіонівна була «оригіналом няні Тетяни» з «Євгенія Онєгіна», няні Дубровського. Прийнято вважати, що Аріна також є прототипом мамки Ксенії в «Борисі Годунові», мамки княгині («Русалка»), жіночих образів роману «Арап Петра Великого».
Пушкін останній раз бачив няню в Михайловському 14 вересня 1827 року, за дев'ять місяців до її смерті. Аріна Родіонівна — «добра подружка бідної юності моєї» — померла 70 років від роду після недовгої хвороби 31 липня 1828 року в Петербурзі, в будинку Ольги Пушкіної (в шлюбі Павлищевої) і похована на Смоленському православному кладовищі, міста Санкт-Петербурга. На сьогодні могила загублена; у 1977 році при вході на кладовище було встановлено пам'ятну дошку.

## Пам'ять

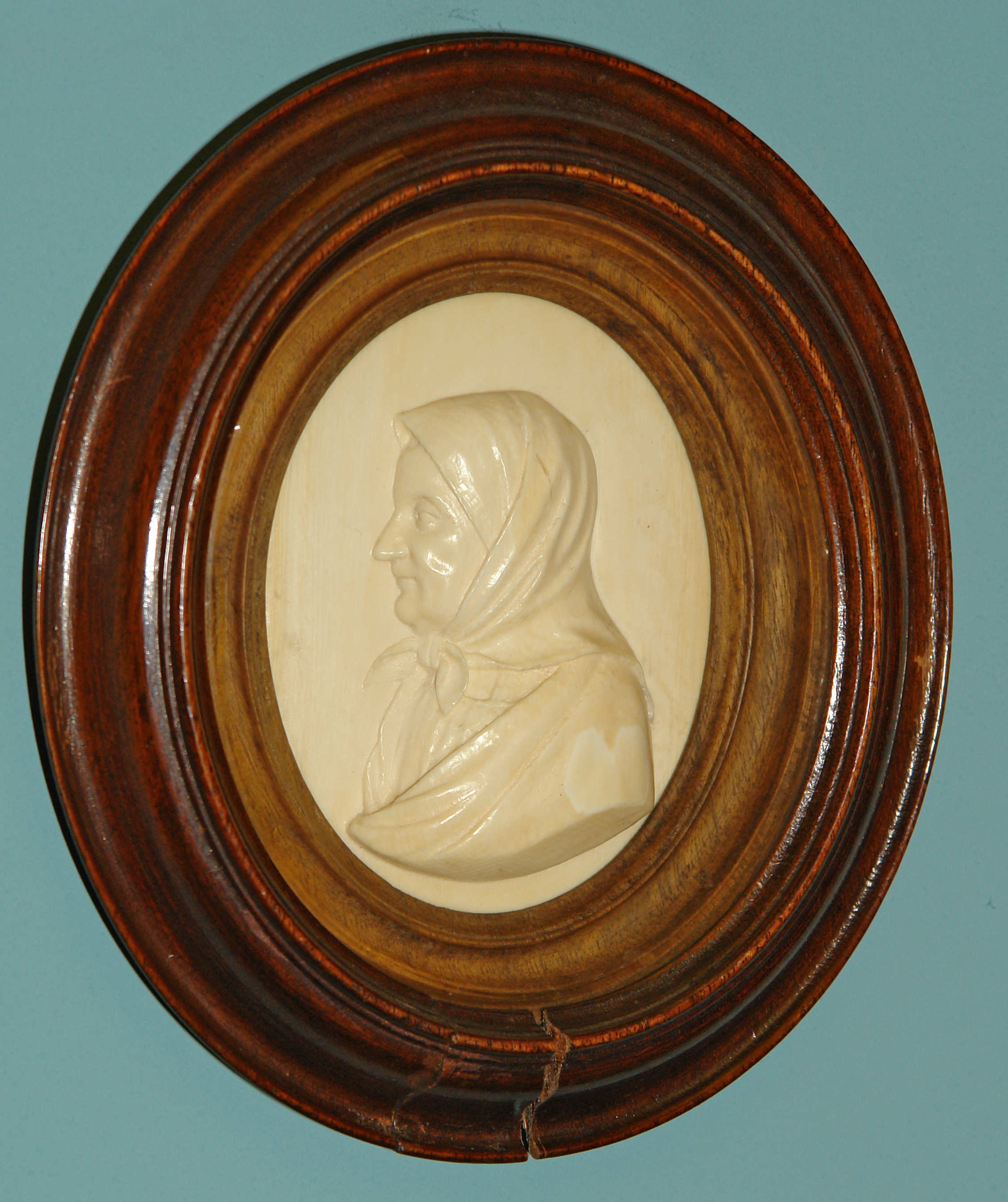
Горельєф Аріни Родіонівни (Я. П. Серяков, 1840-ві); Центральний музей О. С. Пушкіна, Санкт-Петербург

- У 1911 році на острові Капрі хтось із росіян, що жили на острові, передав Максиму Горькому рельєфний портрет няні Пушкіна, вирізаний з кістки. До 1891 року цей портрет знаходився у Пскові, а потім якось потрапив в Італію. Горький передав його в Пушкінський будинок.
- У 1974 році в будинку Аріни Родіонівни в селі Кобріно відкритий музей «Будиночок няні О. С. Пушкіна».
- Пам'ятники Аріни Родіонівни встановлені у Пскові, у Болдіно, в Калузькій області, в селі Воскресенське (Гатчинський район Ленінградської області).
- У 1977 році кінорежисер Володимир Грамматиков зняв музичну комедію «Вусатий нянь», що оповідає про шибеника, якого змусили працювати «нічною нянею» в дитячому саду. У цьому фільмі з'явилася няня на ім'я Аріна Родіонівна, роль якої виконала актриса Єлизавета Уварова.
- У 2000 році режисер Сергій Серьогін створив мультфільм «Лукомор'я. Няня», де головні герої — О. С. Пушкін і Аріна Родіонівна.
- У 2010 році в селі Воскресенське Гатчинського району російський гуморист Михайло Задорнов представив громадськості бронзовий пам'ятник Аріни Родіонівни, виконаний скульптором Валерієм Шевченком. Задорнов виступив ініціатором проекту, монумент був встановлений за рахунок його фонду.
- У Санкт-Петербурзі встановлені меморіальні дошки:
  - При Головному вході на Смоленське православне кладовище за адресою Камська вулиця, 24, дошка з мармуру, 1976 рік, архітектор В. А. Комленко, автори В. М. Корольов і М. А. Курушин;
  - На будинку № 25 по вулиці Марата, в якому няня жила і в 1828 році померла; дошка з граніту і бронзи, 1991 рік, скульптор Р. М. Циганов.

## Вірші
| *** Наперсница волшебной старины, Друг вымыслов игривых и печальных, Тебя я знал во дни моей весны, Во дни утех и снов первоначальных. Я ждал тебя; в вечерней тишине Являлась ты веселою старушкой, И надо мной сидела в шушуне, В больших очках и с резвою гремушкой. Ты, детскую качая колыбель, Мой юный слух напевами пленила И меж пелен оставила свирель, Которую сама заворожила. Младенчество прошло, как лёгкой сон. Ты отрока беспечного любила, Средь важных Муз тебя лишь помнил он, И ты его тихонько посетила; Но тот ли был твой образ, твой убор? Как мило ты, как быстро изменилась! Каким огнём улыбка оживилась! Каким огнём блеснул приветный взор! Я помню чудное мгновенье Покров, клубясь волною непослушной, Чуть осенял твой стан полувоздушный; Вся в локонах, обвитая венком, Прелестницы глава благоухала; Грудь белая под жёлтым жемчугом Румянилась и тихо трепетала… (1822) Няне Подруга дней моих суровых, Голубка дряхлая моя! Одна в глуши лесов сосновых Давно, давно ты ждёшь меня. Ты под окном своей светлицы Горюешь, будто на часах, И медлят поминутно спицы В твоих наморщенных руках. Глядишь в забытые вороты На чёрный отдалённый путь; Тоска, предчувствия, заботы Теснят твою всечасно грудь. То чудится тебе… (1826, незавершене. Вперше опубліковано у 1855 році) | Зимний вечер Буря мглою небо кроет, Вихри снежные крутя; То, как зверь, она завоет, То заплачет, как дитя, То по кровле обветшалой Вдруг соломой зашумит, То, как путник запоздалый, К нам в окошко застучит. Наша ветхая лачужка И печальна и темна. Что же ты, моя старушка, Приумолкла у окна? Или бури завываньем Ты, мой друг, утомлена, Или дремлешь под жужжаньем Своего веретена? Выпьем, добрая подружка Бедной юности моей, Выпьем с горя; где же кружка? Сердцу будет веселей. Спой мне песню, как синица Тихо за морем жила; Спой мне песню, как девица За водой поутру шла. Буря мглою небо кроет, Вихри снежные крутя; То, как зверь, она завоет, То заплачет, как дитя. Выпьем, добрая подружка Бедной юности моей, Выпьем с горя; где же кружка? Сердцу будет веселей. (Картина життя Пушкіна на засланні в Михайловському, 1825) |